# Ровазенда
Ровазенда (італ. Rovasenda, п'єм. Roasenda) — муніципалітет в Італії, у регіоні П'ємонт, провінція Верчеллі.
Ровазенда розташована на відстані близько 530 км на північний захід від Рима, 75 км на північний схід від Турина, 26 км на північ від Верчеллі.
Населення — 991 особа (2014).

## Демографія
Населення за роками:

Станом на 1 січня 2023 року в муніципалітеті офіційно проживало 70 іноземців з 12 країн, серед них 38 громадян країн Євросоюзу та 7 громадян України.

## Сусідні муніципалітети
- Арборіо
- Брузненго
- Буронцо
- Гаттінара
- Гізларенго
- Лента
- Массерано
- Роазіо
- Сан-Джакомо-Верчеллезе